# Klub Foot
 (novembre 2013).
Si vous disposez d'ouvrages ou d'articles de référence ou si vous connaissez des sites web de qualité traitant du thème abordé ici, merci de compléter l'article en donnant les références utiles à sa vérifiabilité et en les liant à la section « Notes et références ».
Le KlubFoot  était une boîte de nuit londonienne qui a eu beaucoup d'influence sur la scène psychobilly des années 1980.
Elle était située dans le Clarendon, pub de Hammersmith, jusqu'à ce que celui-ci soit détruit dans le cadre de la réfection du centre-ville de Hammersmith en 1988.

## Histoire
Régulièrement se produisait des stars montantes telles que The Meteors, Demented Are Go, Guana Batz, The Batmobile, Long Tall Texans, The Caravans, Klingonz, Coffin Nails, Skitzo, The Highliners et beaucoup d'autres.
Sur les affiches du Klub Foot, l'adresse exacte était "Clarendon Hotel Ballroom, Hammersmith Broadway W6".
Le Clarendon en lui-même était un pub très spacieux datant des années 1930, composé de plusieurs salles dans le style Art déco.
Le KlubFoot était la salle principale du premier étage, elle contenait environ 900 personnes.
Une série d'enregistrement live, estampillés Stomping At The Klubfoot (littéralement, « tapant du pied au KlubFoot ») fut tirée chez ABC Records. 6 volumes furent tirés, supports vinyle et CD.
Après la fermeture du Clarendon, plusieurs lieux furent proposés pour rouvrir le KlubFoot, dont le
Boston Arms au Tufnell Park, et le Town and Country Club dans Kentish Town, mais la scène psychobilly en déclin rend l'affaire difficile, n'attirant pas suffisamment de monde.
Depuis 1999, des soirées concerts Klub Foot Reunion sont organisées au Relentless Garage à Highbury. Cet événement annuel, dont la scène est orientée vers des groupes de psychobilly à l'ancienne, trouve plus de public.